# Free Karma Food
Free Karma Food è un romanzo del 2006 scritto da Wu Ming 5, alias Riccardo Pedrini, all'epoca uno dei cinque scrittori che componevano il collettivo letterario Wu Ming.

## Trama
Il libro parla di un viaggio in un mondo distopico ambientato nel 2025. Questo mondo è stato colpito da una catastrofe passata alla storia come Morìa, che ha eliminato dalla faccia della terra bovini e suini. La popolazione si trova così costretta a nutrirsi di carne di cane e gatto, oltre che di carne umana, nutrendosi così di sé stessa, rendendo ogni manufatto di pelle di mucca raro, e quasi antidiluviano. La frase "Roba da tempo delle vacche vive" ricorre spesso per indicare un periodo lontano. Inoltre vi è anche un alto uso di droghe, nuove e innovative, che spingono a consumare carne umana.

## Personaggi
- John Smith Jones: ammazzacarne
- Matleena Meyer: cacciatrice di taglie
- Ananda Marvin: leader del Free Karma Food Movement, detto partito degli "abbraccia carne"
- Wang Zhichen: Eroe Marziale di Prima Classe
- Shind Dawei: tenente dell'esercito Cinese

## Edizioni
- Wu Ming 5, Free Karma Food, Rcs Libri, 2006, ISBN 88-17-01050-2.